# Casatiello
Casatiello (neap. casatiéllo wł. casatello) – słony chleb na zaczynie pochodzący z Neapolu, przygotowywany w okresie Wielkanocy. Jego podstawowymi składnikami są mąka, smalec, ser, salami, skwarki, jajka i czarny pieprz.

## Etymologia
Nazwa chleba wywodzi się prawdopodobnie od neapolitańskiego słowa caso (wł. cacio, "ser", stąd casatiello), składnika, który jest częścią ciasta chlebowego.

## Historia
Istnienie casatiello, tak jak i pastiery, innego neapolitańskiego produktu wielkanocnego, zostało potwierdzone co najmniej od XVII wieku: dowód pochodzi z ludowej bajki La gatta Cenerentola ("Kot Kopciuszek") opublikowanej w latach 1634–1636 w zbiorze opowiadań Pentamerone, ovvero Lo Cunto de li cunti autorstwa Giambattisty Basile, neapolitańskiego pisarza, piszącego w języku neapolitańskim, a żyjącego na przełomie XVI i XVII wieku.
Chleb jest wspomniany we fragmencie, który opisuje poszukiwanie przez króla dziewczyny, która zgubiła pantofelek: 

E, venuto lo juorno destenato, oh bene mio: che mazzecatorio e che bazzara che se facette! Da dove vennero tante pastiere e casatielle? Dove li sottestate e le porpette? Dove li maccarune e graviuole? Tanto che 'nce poteva magnare n'asserceto formato.

A kiedy nadszedł ustalony dzień, o mój Boże: co za żucie i co za uczta! Skąd wzięło się tyle pastiere i casatielli? Skąd się wzięły gulasze i klopsiki? Skąd wzięły się makarony i ravioli? Tyle rzeczy, które mogłaby zjeść cała armia. (tłum. własne)

W XIX wieku casatiello było również wymienione w książce Emanuelle Rocco „Costumi e tradizioni di Napoli e dintorni” (Zwyczaje i tradycje Neapolu i okolic), opublikowanej w 1858 roku i wydanej przez Francesco De Bourcarda, neapolitańskiego uczonego szwajcarskiego pochodzenia, który opisuje chleb i sposób jego przygotowania, stwierdzając, że wł. il casatello był pieczony w domu na wielkanocny obiad i ofiarowywany jako prezent sąsiadom oraz „służbie i praczce".

## Składniki i przygotowanie

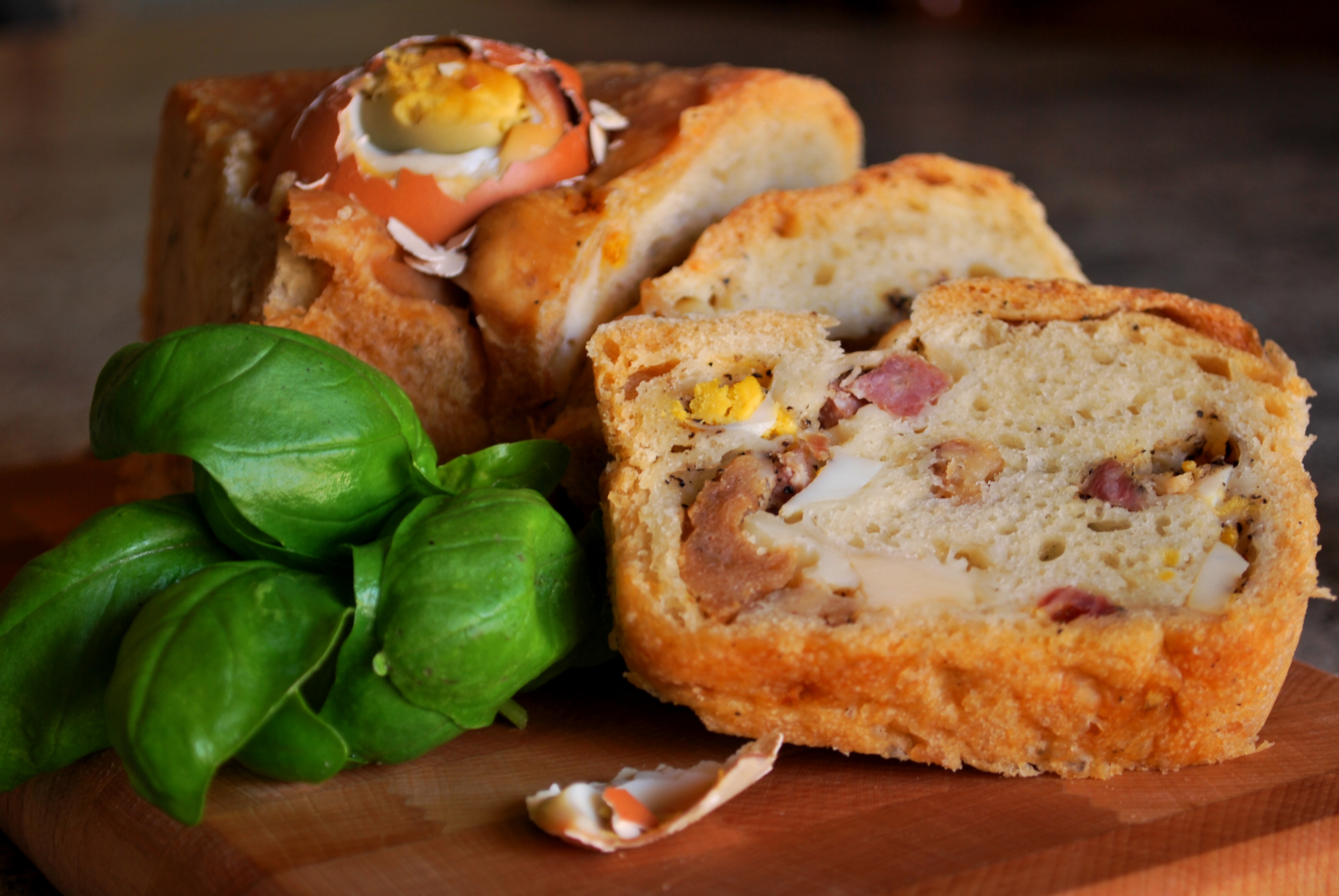
Pokrojone casatiello

Casatiello bazuje na cieście chlebowym wzbogaconym serem (zwykle wędzonym scamorza, ale można też użyć pecorino i niektórych rodzajów parmezanu), smalcem, ciccioli i innymi wędlinami.
Ciasto wyrabia się na kształt pączka, wkłada do formy i pozostawia do wyrośnięcia przez długi czas, co najmniej 12 godzin; jeśli jest zrobiony na szybkim zakwasie, wystarczy około dwóch godzin. Chleb jest następnie pieczony tradycyjnie w piecu opalanym drewnem.
Casatiello jest zwykle przygotowywane w Wielki Piątek, pozostawiane do wyrośnięcia na noc, pieczone następnego dnia i spożywane w Wielką Sobotę i poniedziałek Wielkanocny.
Casatiello, w przeciwieństwie do podobnych produktów, takich jak tortano, jest przygotowywane w okresie wielkanocnym, z którego zapożycza symbolikę: paski chleba ułożone tak, by jajka były na wpół zanurzone w cieście reprezentują krzyż, na którym umarł Jezus, natomiast kształt pierścienia przypomina o cyklicznym charakterze Zmartwychwstania Wielkanocnego i Chrystusowej koronie cierniowej.
Podczas przygotowywania jajka są umieszczane w całości i pieczone w piekarniku razem z ciastem. Podczas gdy niektórzy piekarze umieszczają je surowe, inni wolą używać jajek już ugotowanych na twardo. Pieczenie odbywa się w temperaturze 170°C przez około 60 minut.
Chleb może być również użyty jako pakowany lunch podczas tradycyjnych wycieczek poza miasto (wł. Gite fuori porta) w poniedziałek Wielkanocny.
Casatiello można przechowywać maksymalnie dwa lub trzy dni, po czym staje się coraz twardszy. W Neapolu stare casatiello nazywa się „ammazzaruto” („zabójca”).

## Warianty

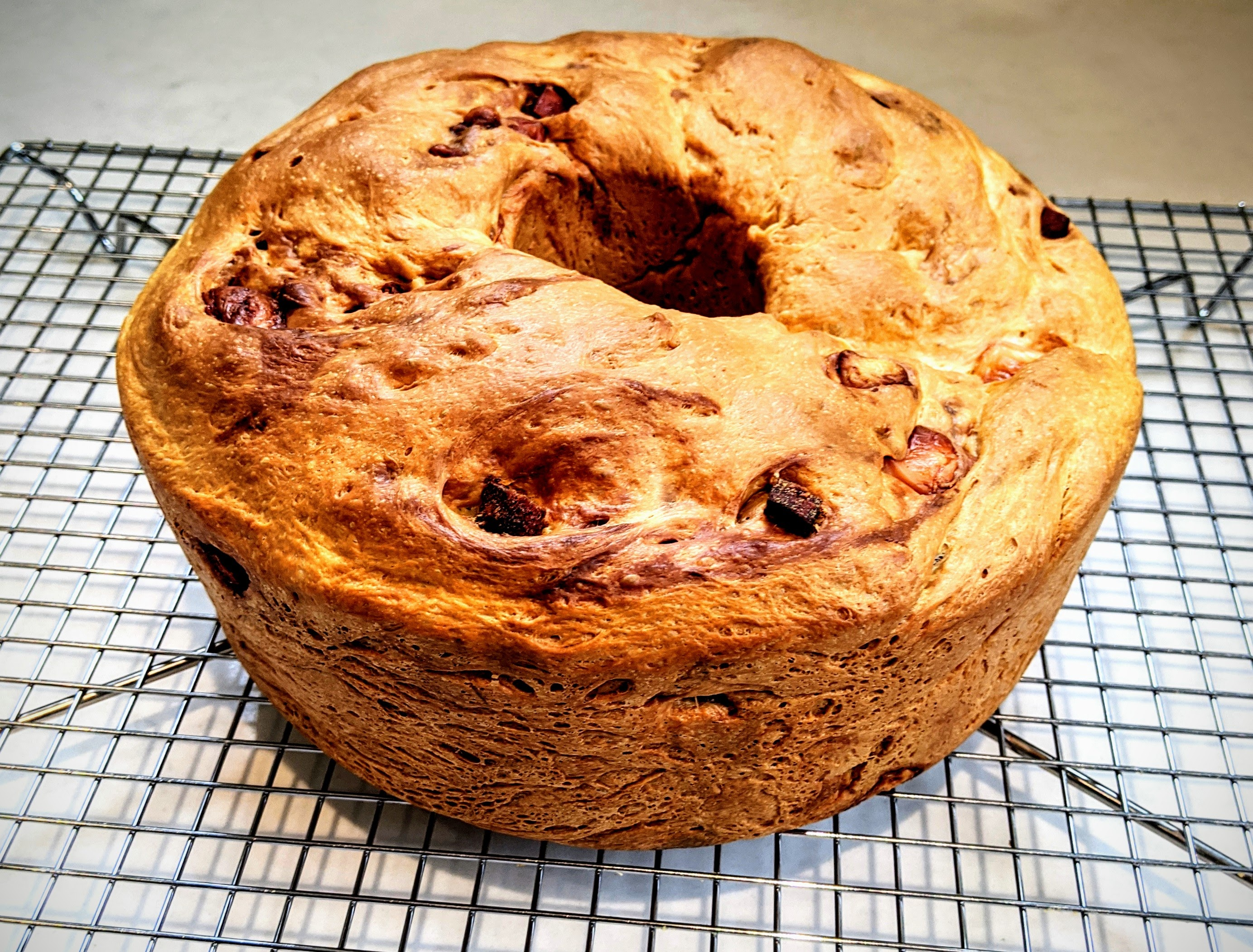
Tortano

Tortano jest bardzo podobnym produktem: odróżnia go od casatiello użycie małych kawałków jajka na twardo w cieście, oraz brak kawałków różnych wędlin, które są częścią nadzienia ciasta w casatiello.

### Słodki wariant
Słodka wersja casatiello ma jako główne składniki jajka, cukier, smalec i lukier, i jest ozdobiona na wierzchu diavulilli ("małe diabły", neapolitański termin dla "kolorowych drażetek”). Ten wariant jest szeroko rozpowszechniony w Casercie, na wyspie Procida oraz na obszarze Benewentu i Wezuwiusza. Inne słodkie wersje można znaleźć w Monte di Procida oraz w obszarze Noli.

## W kulturze popularnej

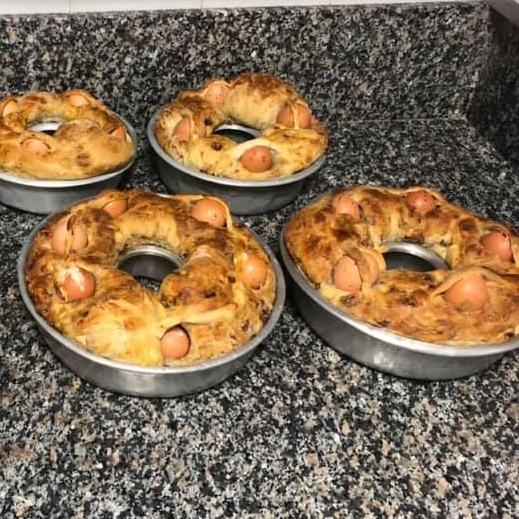
Domowe casatielli z Neapolu

W odniesieniu do sporej wagi dania, w Neapolu zwyczajowo mówi się „Sí proprio 'nu casatiéllo” (wł. sei proprio un casatiello, pol. Naprawdę jesteś casatiello), co oznacza „Jesteś osobą wartościową, ale także osobą niestrawną, nudną”.